# Hesperandra solisi
Hesperandra solisi är en skalbaggsart som beskrevs av Santos-silva 2007. Hesperandra solisi ingår i släktet Hesperandra och familjen långhorningar.
Artens utbredningsområde är Costa Rica. Inga underarter finns listade i Catalogue of Life.